# 음력 12월 19일
음력 12월 19일은 음력 12월의 19번째 날이다.

## 문화
- 2012년 - 대한민국의 최초 우주 발사체 나로호가 3차 발사에 성공하였고, 대한민국 정부가 공식확인하였다.

## 탄생
- 1971년 - 대한민국의 가수 윤도현.
- 1974년 - 대한민국의 배우 오만석.
- 1988년 - 대한민국의 배우 진기주.
- 2001년 - 대한민국의 배우 홍예지.

## 같이 보기
- 음력 360일: 1월 2월 3월 4월 5월 6월 7월 8월 9월 10월 11월 12월
- 전날:12월 18일 다음날:12월 20일 - 전달:11월 19일 다음달:1월 19일
- 양력:12월 19일
- 음력, 윤달